# Hiromi Hara
Hiromi Hara (* 19. říjen 1958) je bývalý japonský fotbalista.

## Klubová kariéra
Hrával za Mitsubishi Motors.

## Reprezentační kariéra
Hiromi Hara odehrál za japonský národní tým v letech 1978–1988 celkem 75 reprezentačních utkání.

## Statistiky
| Japonsko | Japonsko | Japonsko |
| Roky     | Záp.     | Góly     |
| -------- | -------- | -------- |
| 1978     | 6        | 1        |
| 1979     | 2        | 0        |
| 1980     | 5        | 2        |
| 1981     | 10       | 1        |
| 1982     | 6        | 3        |
| 1983     | 10       | 6        |
| 1984     | 7        | 5        |
| 1985     | 10       | 5        |
| 1986     | 6        | 7        |
| 1987     | 11       | 7        |
| 1988     | 2        | 0        |
| Celkem   | 75       | 37       |